# Två Systrars kapell
 Två systrars kapell är en kyrkobyggnad i Kalmar i Växjö stift. Den är församlingskyrka i Två systrars församling.

## Kyrkobyggnaden
Kyrkan som invigdes 25 februari 1984 av biskop Sven Lindegård, är ritad av arkitekt Anders Berglund, Värnamo. Det åttakantiga kyrkorummet med högt sittande fönster för tankarna till Kalmarkustens försvarskyrkor. De kvarvarande rundkyrkorna i Hagby och Voxtorp har varit inspirationskällor till kyrkans arkitektur. Kyrkan har fått sitt namn efter systrarna Marta och Maria i Betania. Konstnären Eva Spångberg har utformat relieferna av de båda systrarna på kyrkans norra vägg. I klocktornet med sin pyramidformade huv finns ett klockspel omfattande 37 klockor.

## Inventarier
- Dopfunten i kalksten har sin plats i kyrkorummets mitt.
- Altaret i öster är fristående.
- Det stora Triumfkrucifixet med ikoner är utfört av konstnären Sven-Bertil Svensson, Mörbylånga.
- Processionskrucifix.
- Votivskeppet Kalmar Nyckel har ritats av Kari Berglund, Göteborg.
- Väggarna i kyrkorummet pryds av reliefer utförda av Eva Spångberg med motiv av Jesu födelse och Jesu lidande.

### Orglar
- Den första orgeln var byggd 1978 av J. Künkels Orgelverkstad och hade fyra stämmor.

| Manual            | Pedal   |
| Gedackt 8’        | Bihängd |
| Rörflöjt 4’       |         |
| Principal 2’      |         |
| Nasat 1 1⁄3’      |         |
| Crescendosvällare |         |

- 1991 byggdes en ny orgel av Ålems Orgelverkstad.[1] Den är helmekanisk med 7½ stämmor fördelade på en manual och pedal.

| Manual           | Pedal             |
| Gedackt 8' B*/D  | Subbas 16'        |
| Flagflöjt 8' D   | Flöjt 8' *        |
| Principal 4' B/D |                   |
| Flöjt 4'         | Cymbelstjärna     |
| Nasat 3' B/D     | * = Växelregister |
| Octava 2'        |                   |
| Scharf 2 ch      |                   |

## Bildgalleri

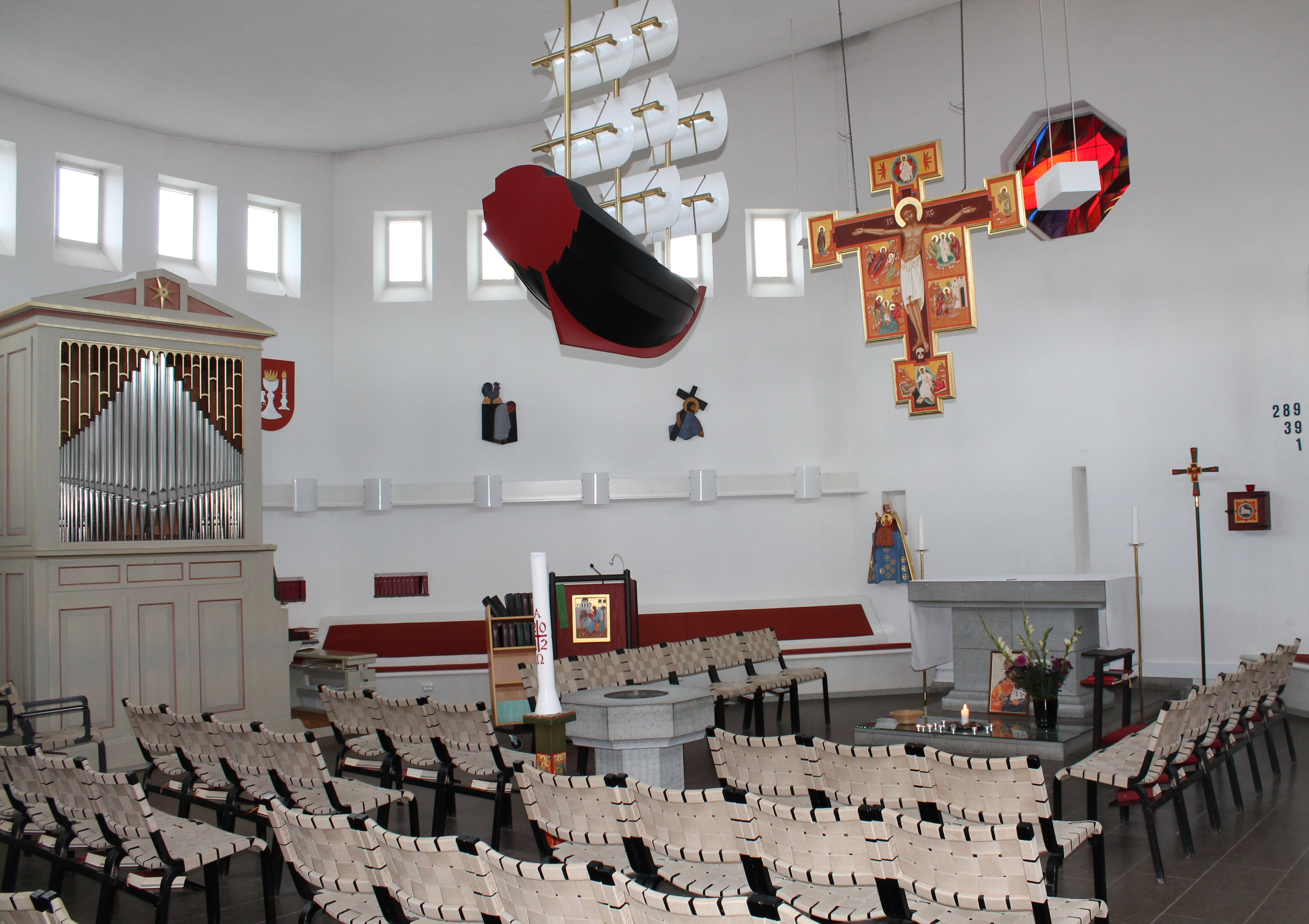
Kyrkorummet.
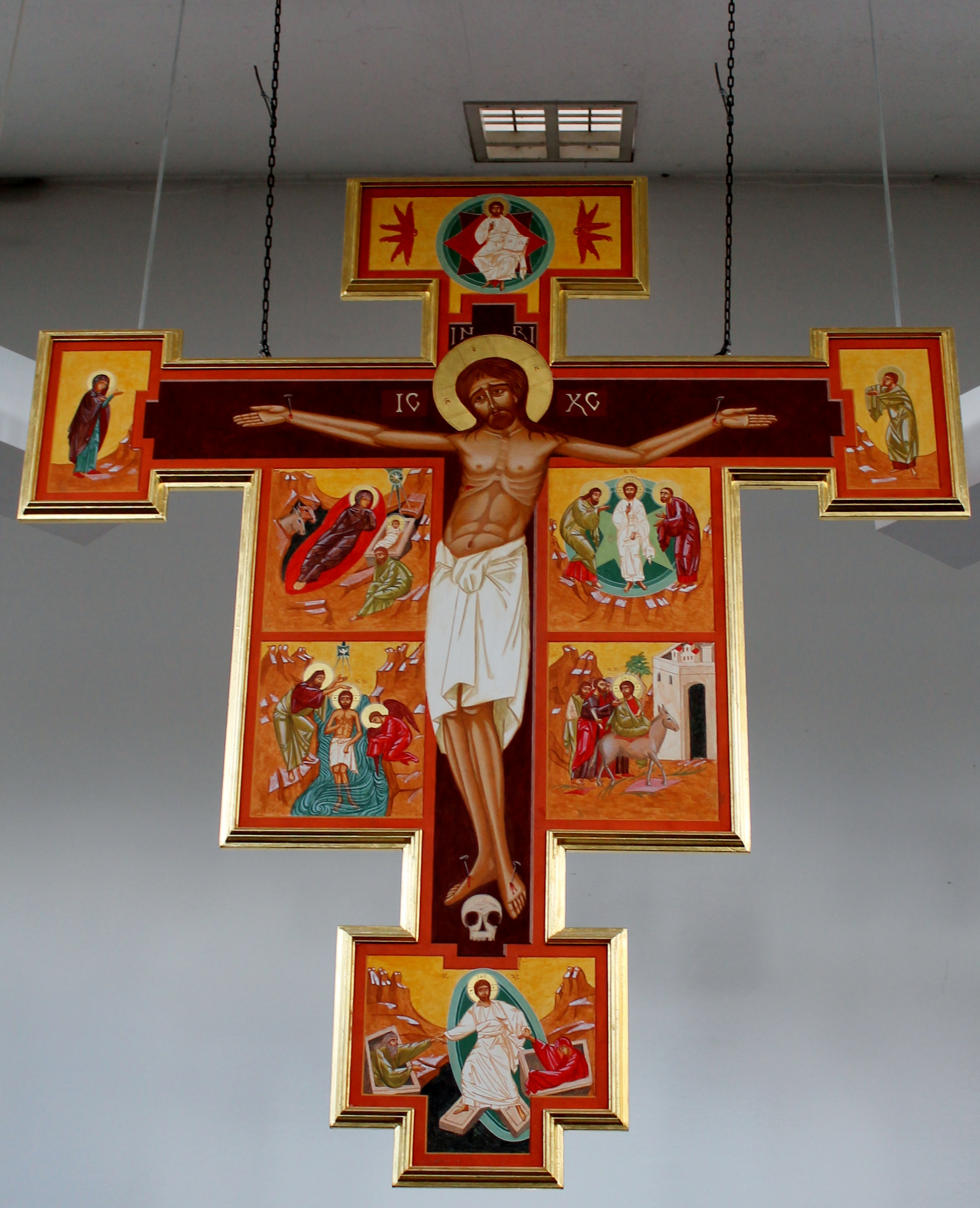
Triumfkrucifixet.
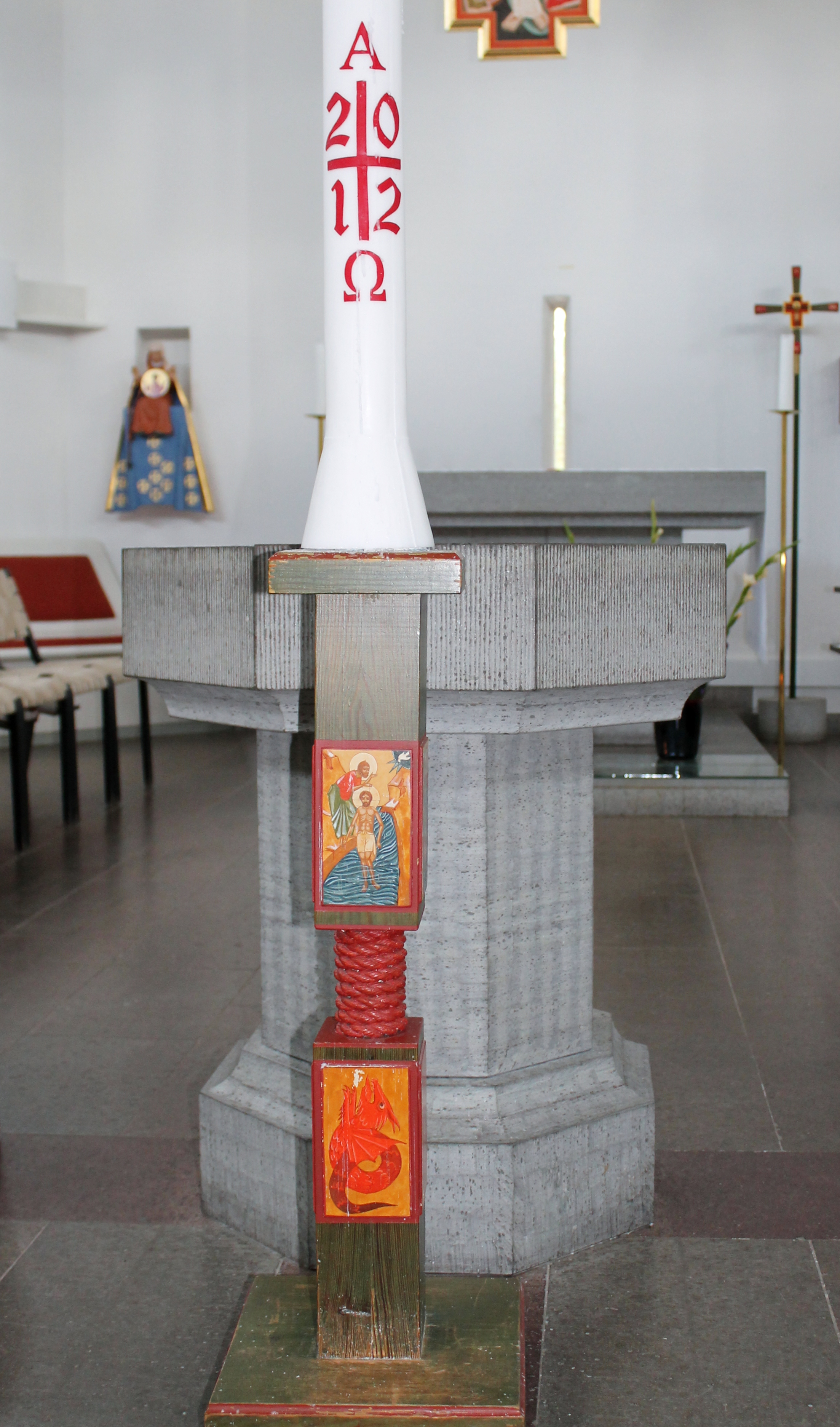
Dopfunten och dopljusstaken.
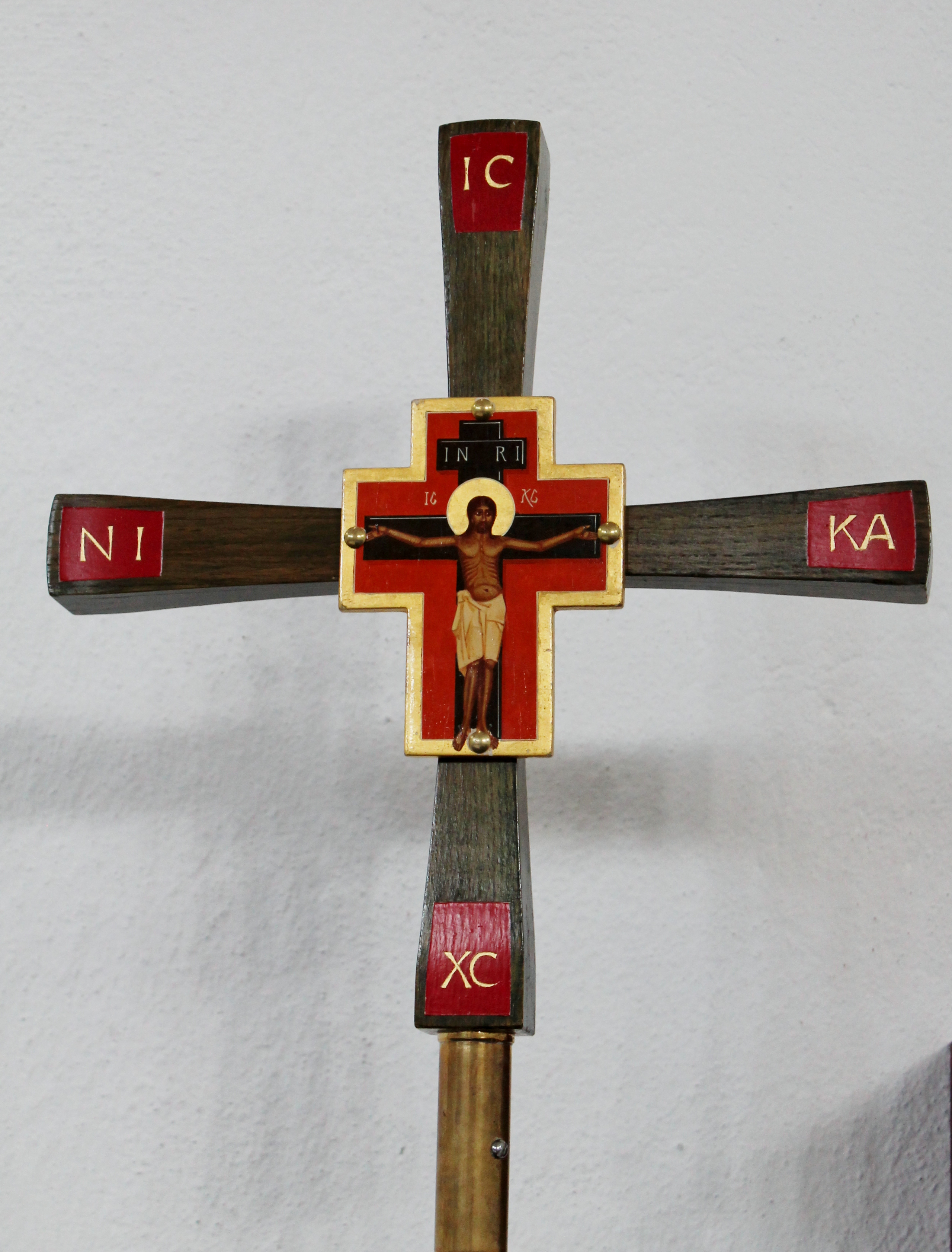
Processionskrucifixet.
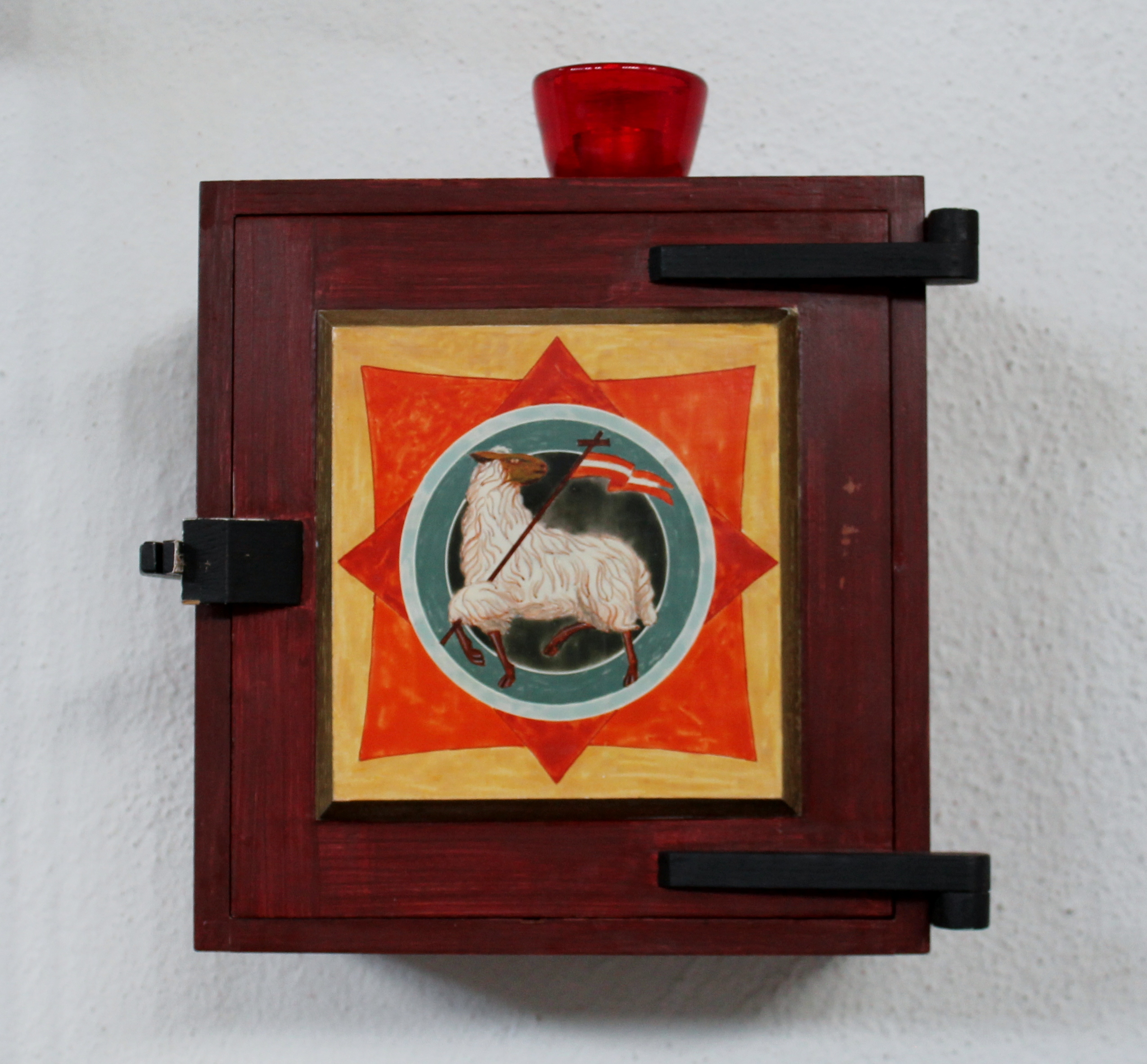
Sakramentskåpet.
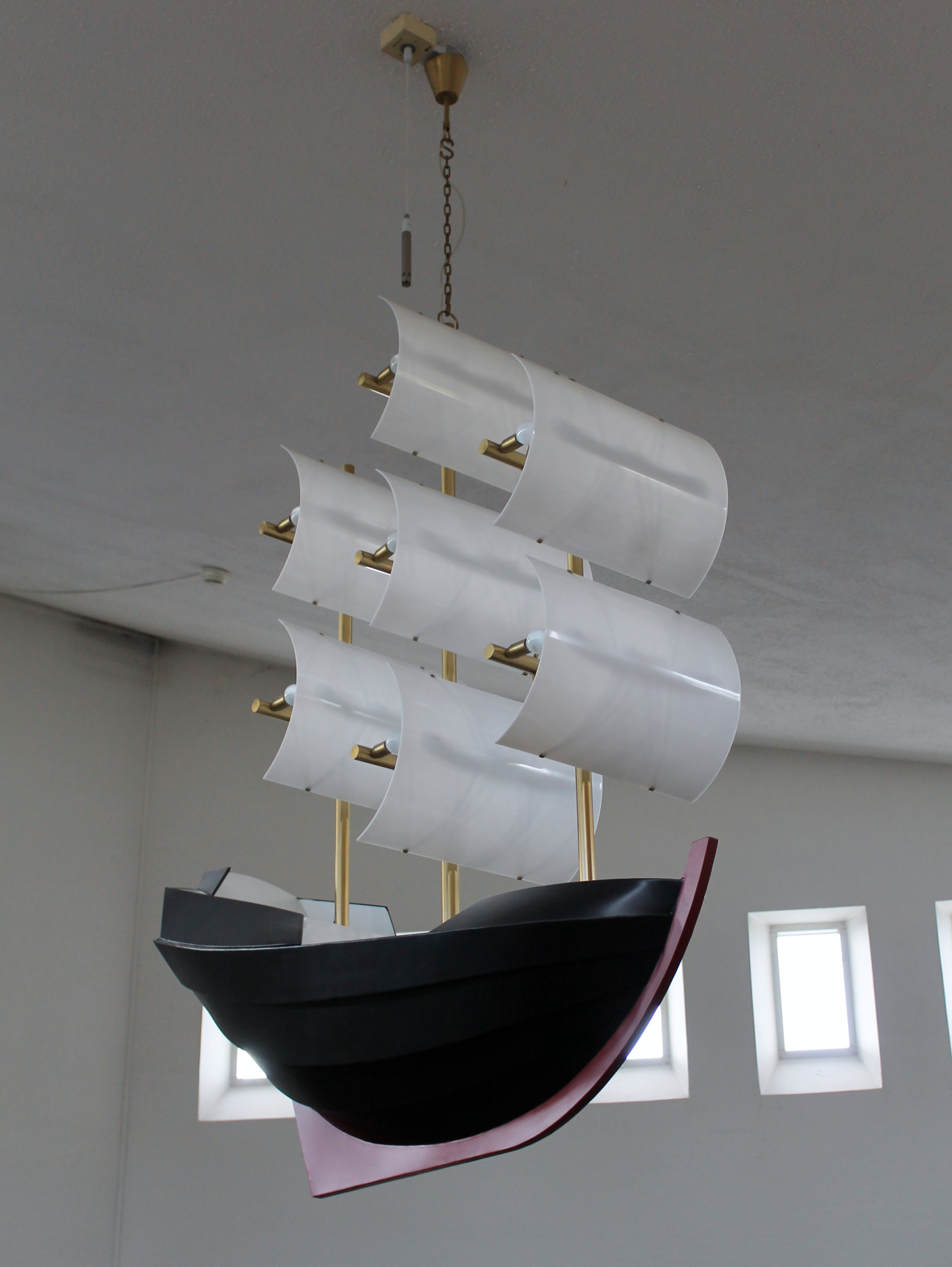
Votivskeppet Kalmar nyckel.
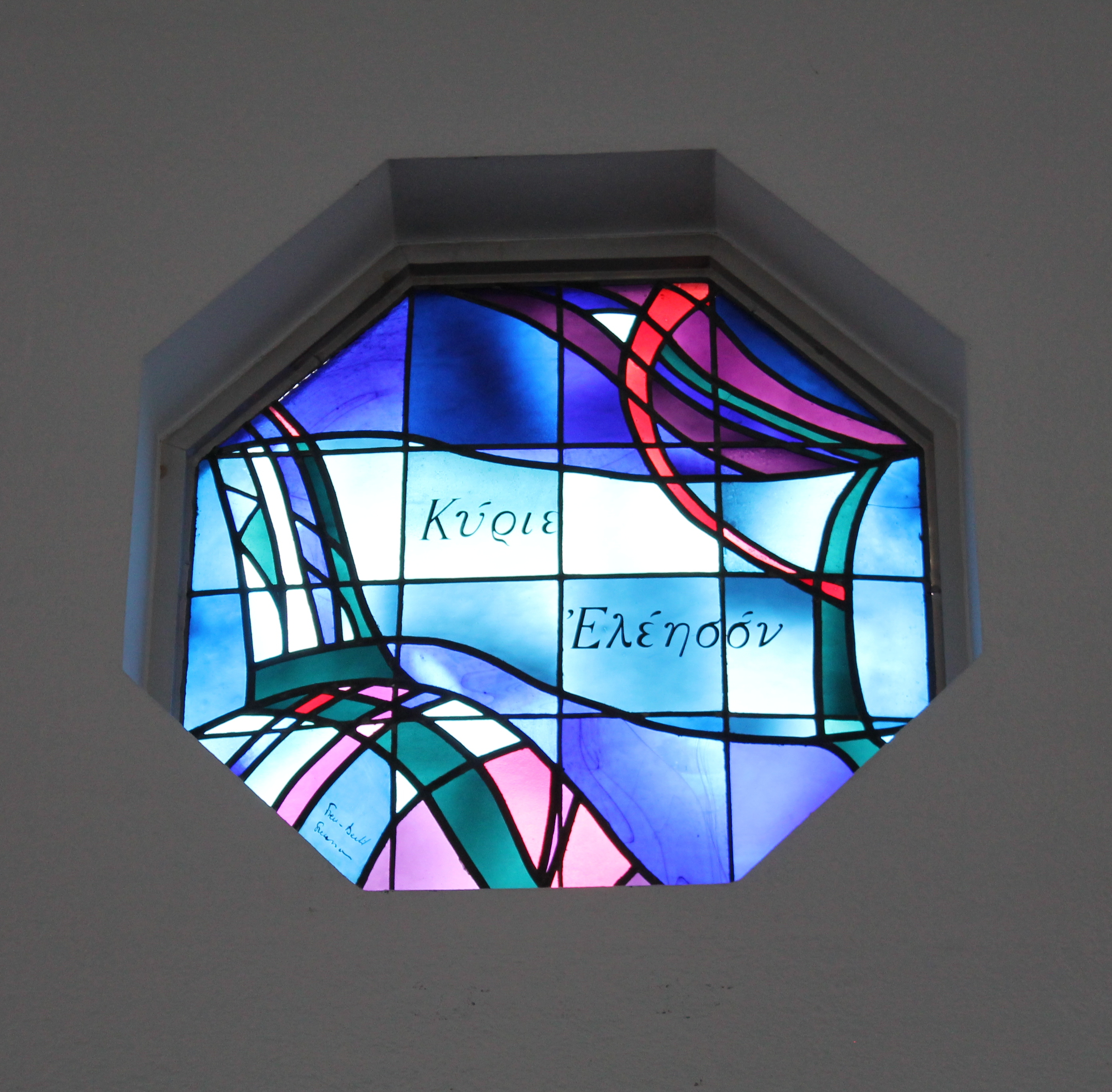
Västfönstret med den grekiska texten:Herre förbarma dig.
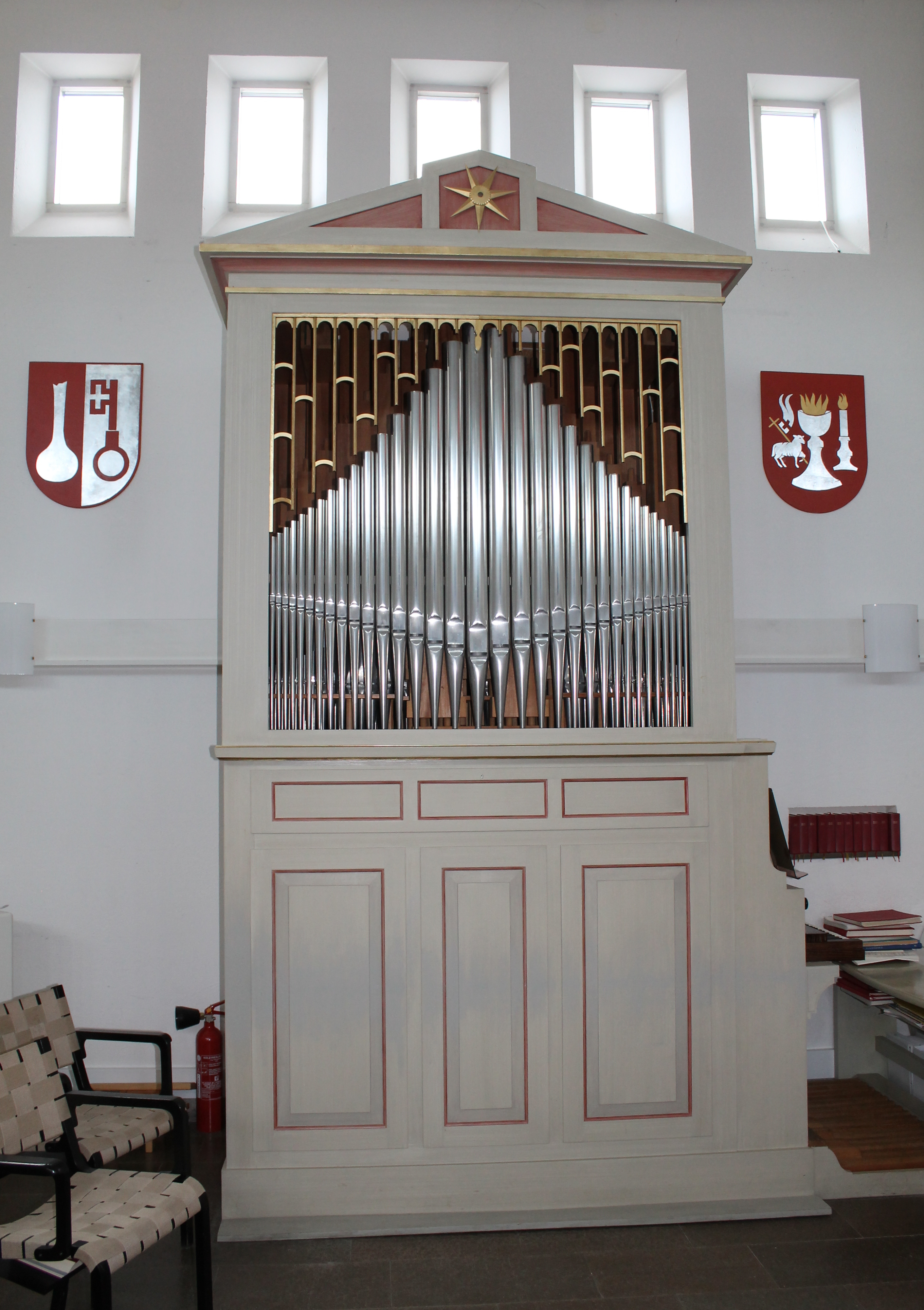
Orgeln.
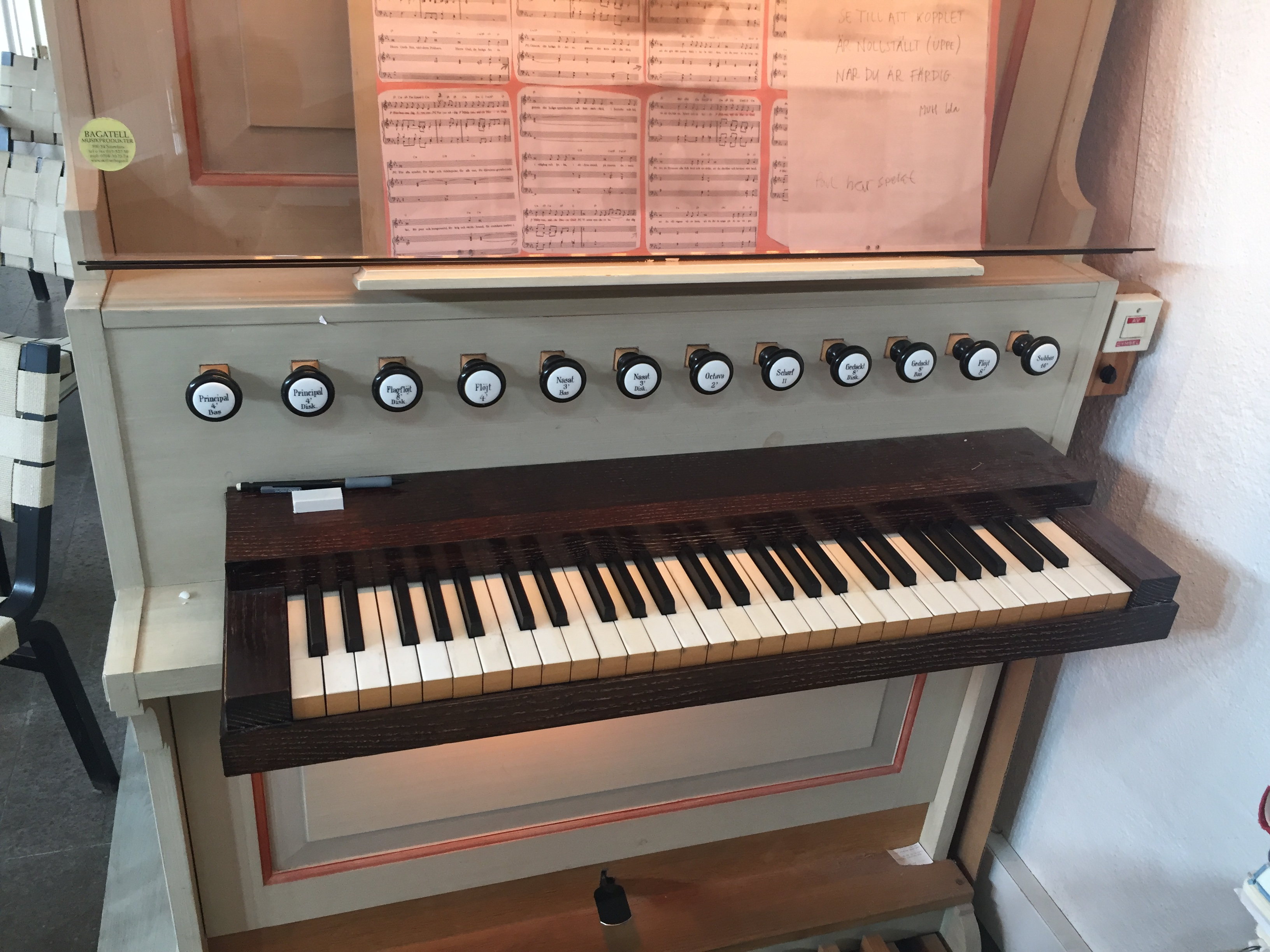
Orgelns spelbord.

### Eva Spångbergs reliefsvit

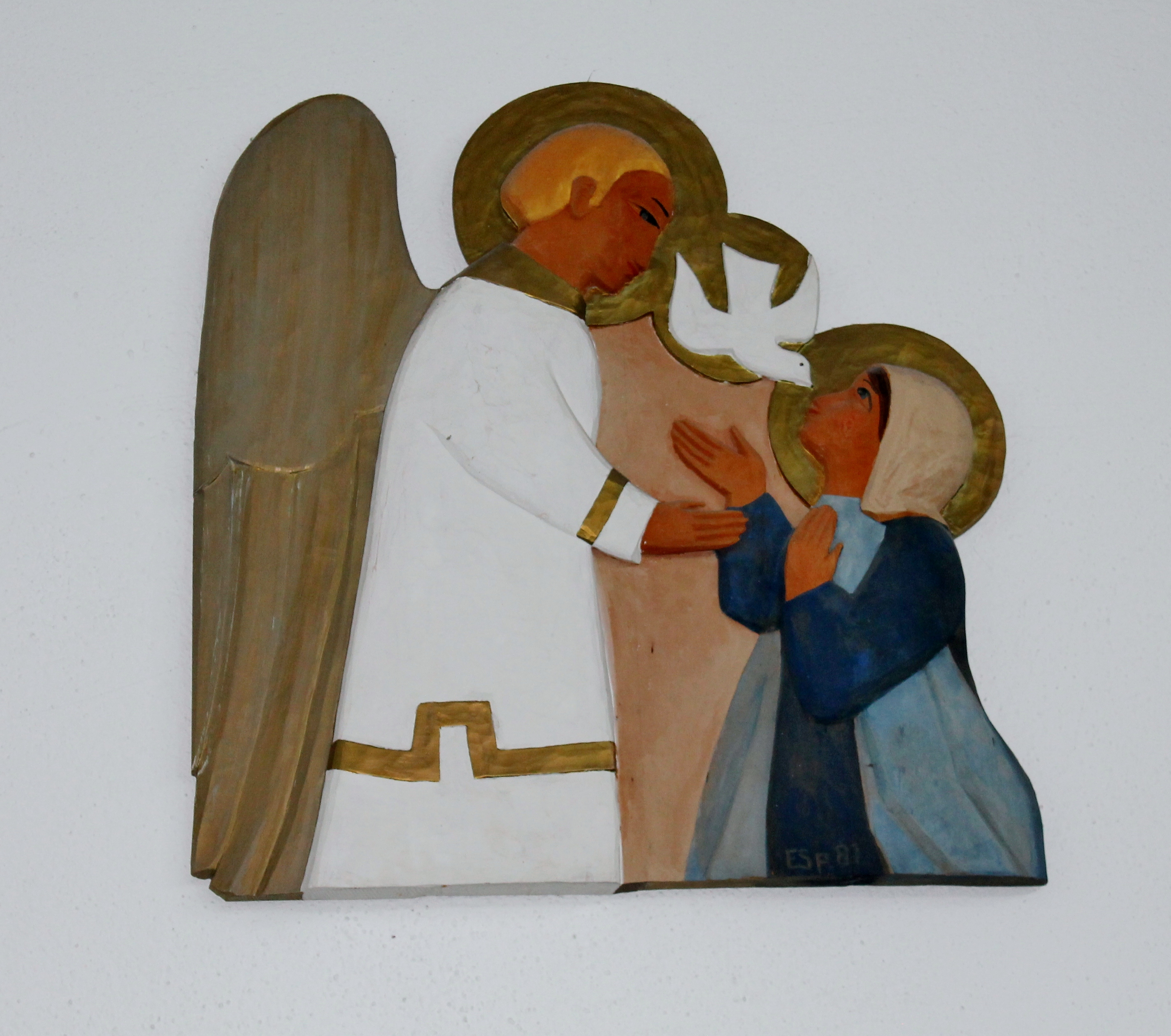
Marie bebådelse.
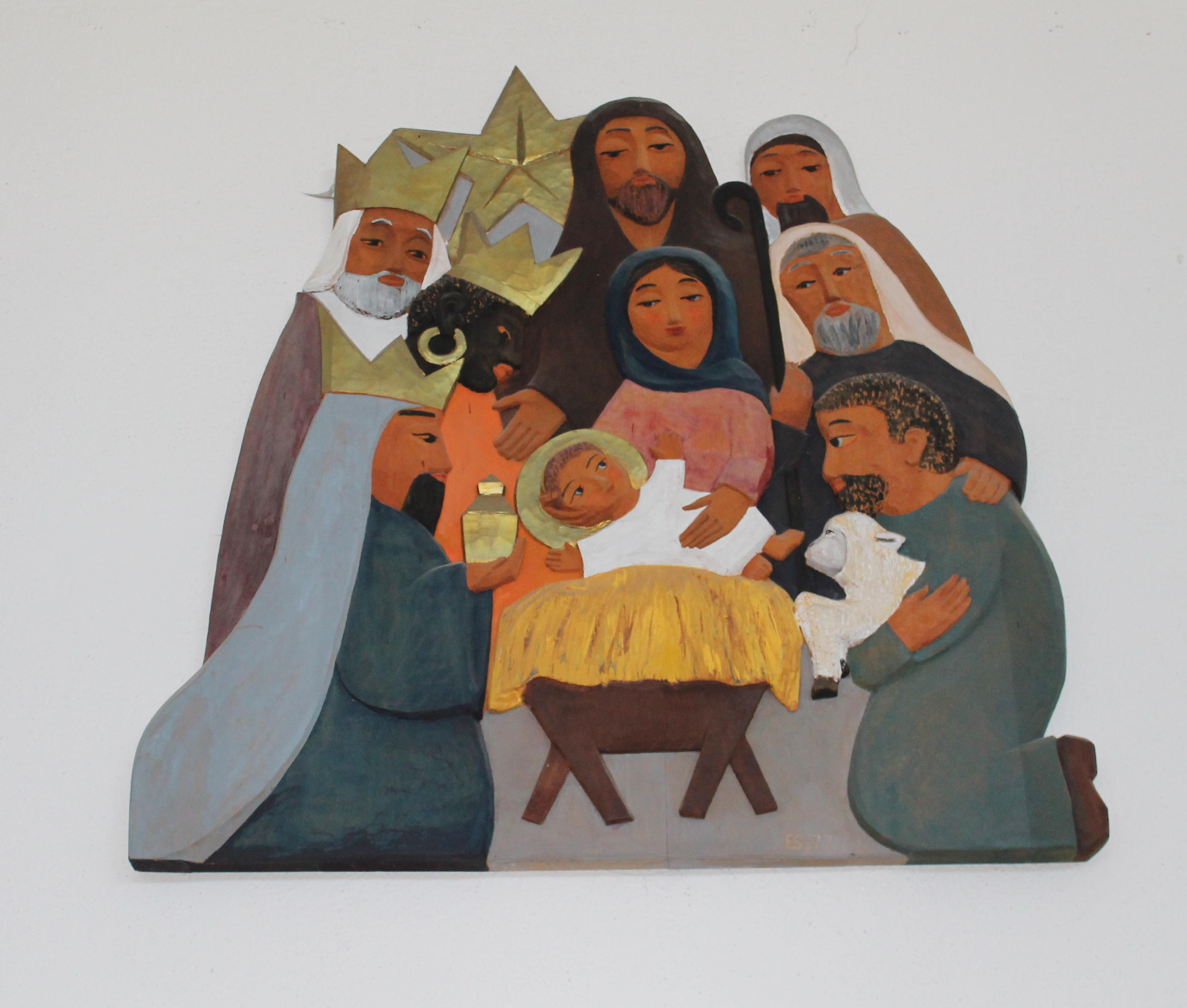
Herdarna och tre kungars tillbedjan av Jesusbarnet.
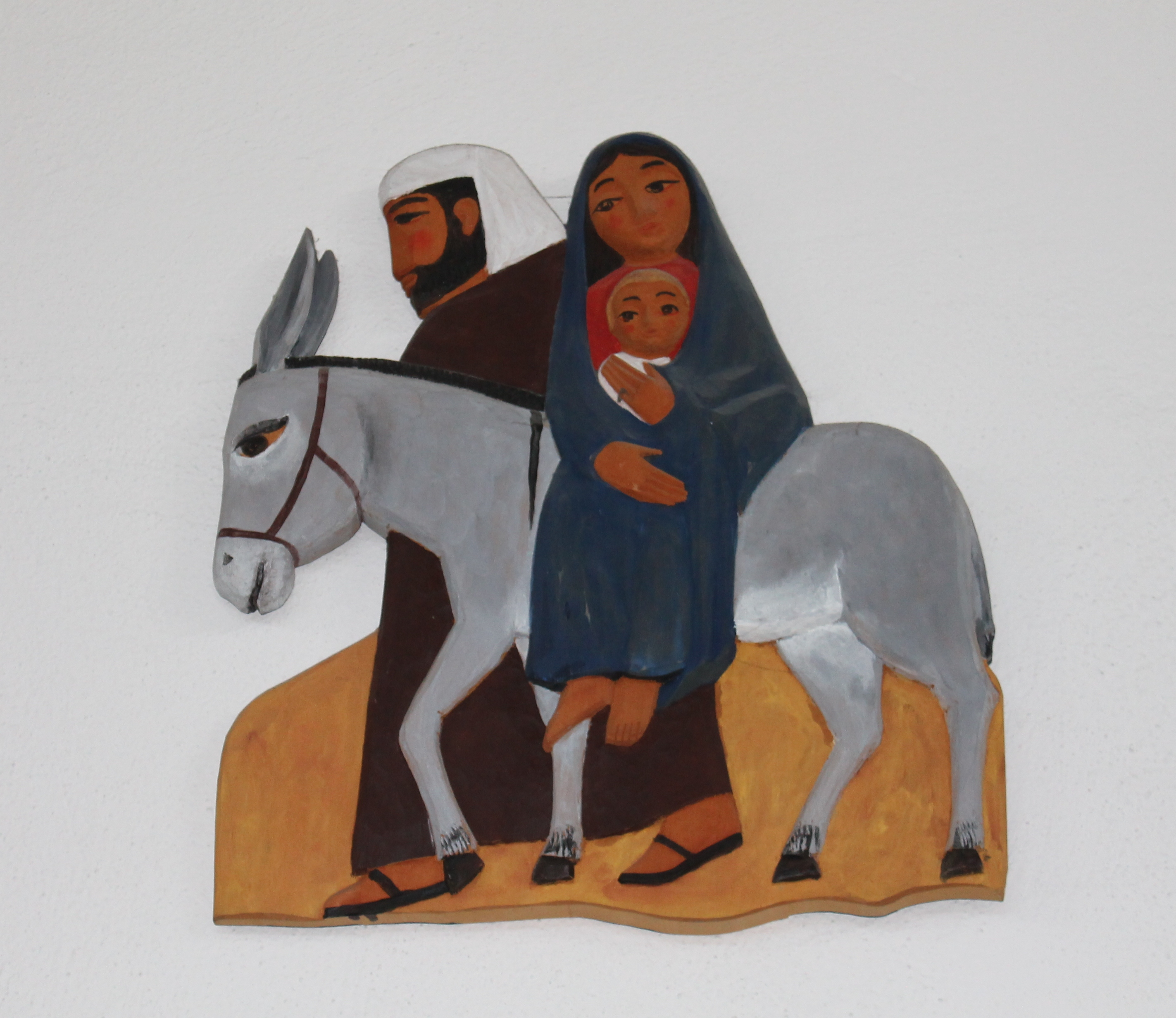
Den Heliga familjens flykt till Egypten.
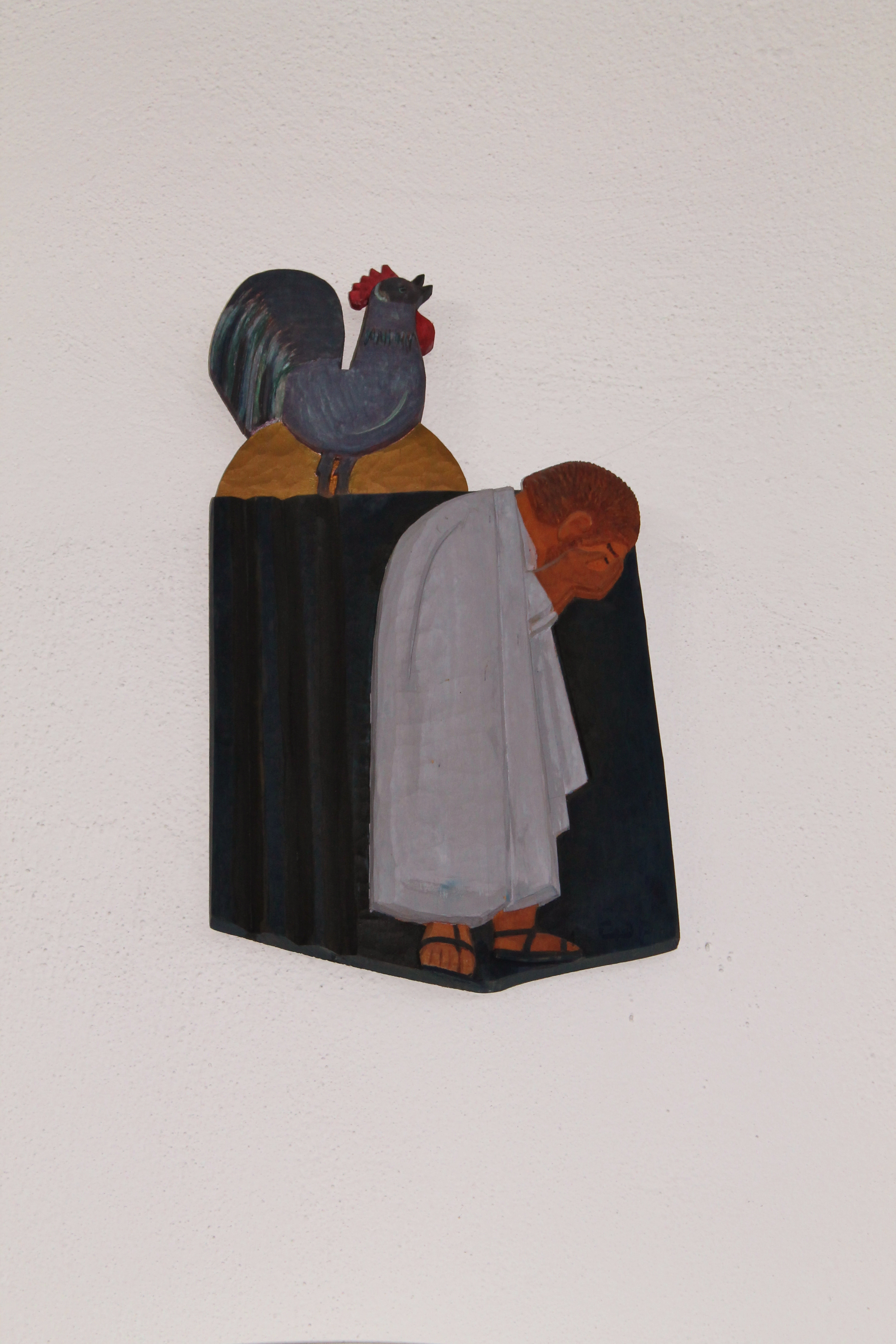
Petrus svek.
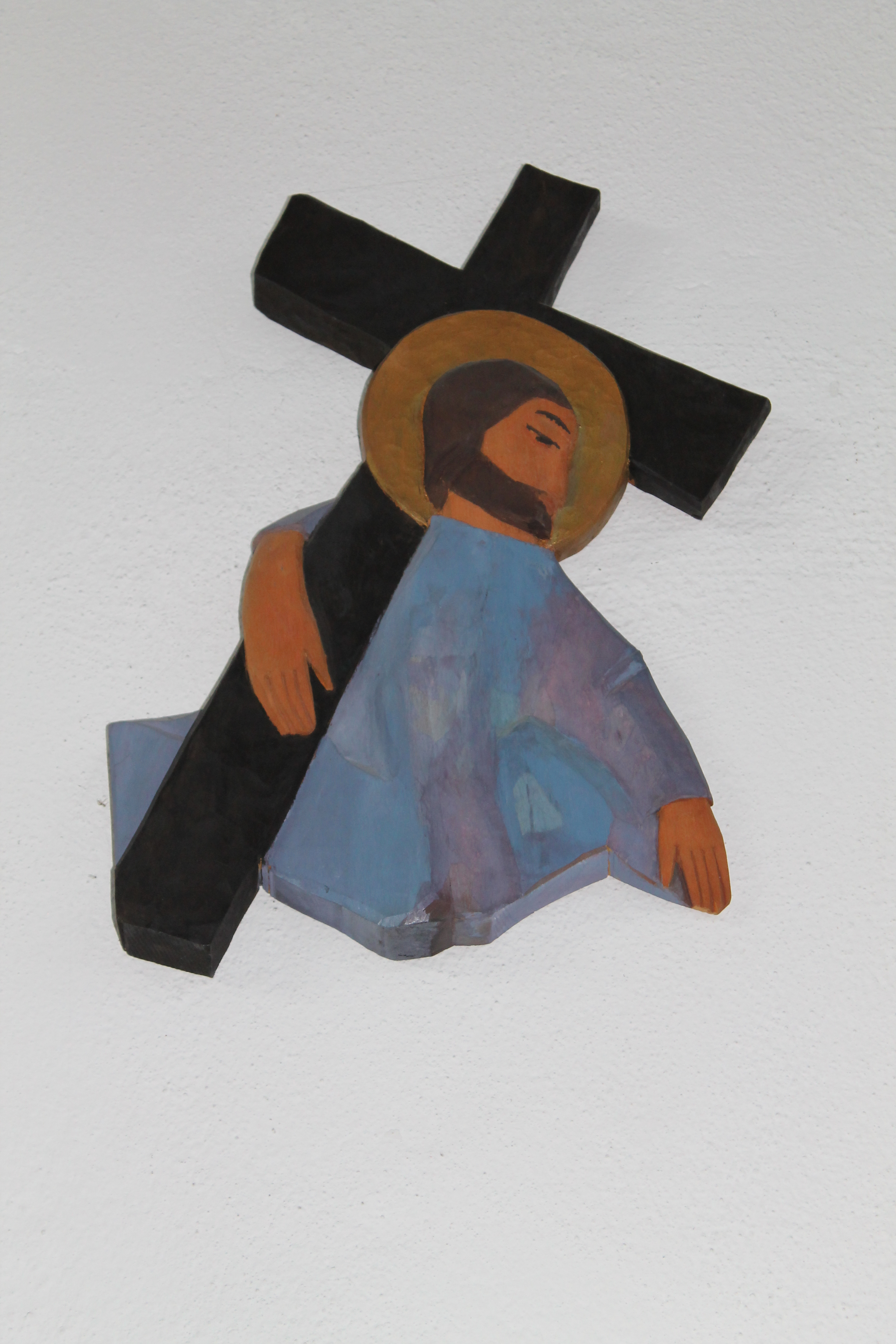
Jesus bär korset.

### Webbkällor
- Sv Kyrkan: om Två systrars kapell
- anläggningspresentation
- Wikimedia Commons har media som rör Två Systrars kapell.